# Bahnstrecke Barber–Winchendon
| Streckenlänge: | 53,08 km                                                                 |                                                           |                                                           |
| Spurweite: | 1435 mm (Normalspur)                                                     |                                                           |                                                           |
| |                                                                          |                                                           |                                                           |
| Gesellschaft: | Barber–Gardner: PW, Gardner–Heywood: PAS, Heywood–Winchendon: zuletzt BM |                                                           |                                                           |
| \| \| \| von Worcester \| \| \| \| \| nach Rochester \| \| \| \| 0,00 \| Barber (früher Barbers, Keilbahnhof) \| Barber (früher Barbers, Keilbahnhof) \| \| \| \| Interstate 190 \| \| \| \| \| Straßenbahn Worcester (Holden Street) \| \| \| \| 2,20 \| North Worcester MA \| North Worcester MA \| \| \| 5,36 \| Chaffin \| Chaffin \| \| \| 6,86 \| Dawson \| Dawson \| \| \| 8,51 \| Holden MA \| Holden MA \| \| \| \| Straßenbahn Worcester (Main Street) \| \| \| \| 10,43 \| Jefferson \| Jefferson \| \| \| \| Strecke North Cambridge–Northampton (Holden Junction) \| \| \| \| 13,07 \| North Woods \| North Woods \| \| \| \| Quinapoxet River \| \| \| \| 16,22 \| Brooks \| Brooks \| \| \| 19,36 \| Princeton MA \| Princeton MA \| \| \| \| Ware River \| \| \| \| 27,42 \| Hubbardston MA \| Hubbardston MA \| \| \| \| Northern Massachusetts Street Railway (South Main Street) \| \| \| \| \| Verbindung nach Greenfield \| \| \| \| \| Strecke Fitchburg–Greenfield \| \| \| \| \| Verbindung von Fitchburg \| \| \| \| 37,34 \| Gardner MA \| Gardner MA \| \| \| \| Industrieanschluss \| \| \| \| 38,88 \| Heywood \| Heywood \| \| \| 47,33 \| Red School \| Red School \| \| \| \| von South Ashburnham \| \| \| \| \| von Palmer \| \| \| \| \| Millers River \| \| \| \| 53,08 \| Winchendon MA \| Winchendon MA \| \| \| \| nach Bellows Falls und Peterborough \| \| |                                                                          |                                                           |                                                           |
| Strecke |                                                                          | von Worcester                                             | von Worcester                                             |
| Abzweig geradeaus und nach rechts |                                                                          | nach Rochester                                            | nach Rochester                                            |
| Dienststation / Betriebs- oder Güterbahnhof | 0,00                                                                     | Barber (früher Barbers, Keilbahnhof)                      | Barber (früher Barbers, Keilbahnhof)                      |
| Brücke |                                                                          | Interstate 190                                            | Interstate 190                                            |
| Kreuzung (Querstrecke außer Betrieb) |                                                                          | Straßenbahn Worcester (Holden Street)                     | Straßenbahn Worcester (Holden Street)                     |
| ehemaliger Haltepunkt / Haltestelle | 2,20                                                                     | North Worcester MA                                        | North Worcester MA                                        |
| ehemaliger Haltepunkt / Haltestelle | 5,36                                                                     | Chaffin                                                   | Chaffin                                                   |
| ehemaliger Haltepunkt / Haltestelle | 6,86                                                                     | Dawson                                                    | Dawson                                                    |
| ehemaliger Bahnhof | 8,51                                                                     | Holden MA                                                 | Holden MA                                                 |
| Kreuzung geradeaus unten (Querstrecke außer Betrieb) |                                                                          | Straßenbahn Worcester (Main Street)                       | Straßenbahn Worcester (Main Street)                       |
| ehemaliger Bahnhof | 10,43                                                                    | Jefferson                                                 | Jefferson                                                 |
| Kreuzung (Querstrecke außer Betrieb) |                                                                          | Strecke North Cambridge–Northampton (Holden Junction)     | Strecke North Cambridge–Northampton (Holden Junction)     |
| ehemaliger Haltepunkt / Haltestelle | 13,07                                                                    | North Woods                                               | North Woods                                               |
| Brücke über Wasserlauf |                                                                          | Quinapoxet River                                          | Quinapoxet River                                          |
| ehemaliger Bahnhof | 16,22                                                                    | Brooks                                                    | Brooks                                                    |
| Dienststation / Betriebs- oder Güterbahnhof | 19,36                                                                    | Princeton MA                                              | Princeton MA                                              |
| Brücke über Wasserlauf |                                                                          | Ware River                                                | Ware River                                                |
| Dienststation / Betriebs- oder Güterbahnhof | 27,42                                                                    | Hubbardston MA                                            | Hubbardston MA                                            |
| Kreuzung (Querstrecke außer Betrieb) |                                                                          | Northern Massachusetts Street Railway (South Main Street) | Northern Massachusetts Street Railway (South Main Street) |
| Abzweig ehemals geradeaus und nach links |                                                                          | Verbindung nach Greenfield                                | Verbindung nach Greenfield                                |
| Kreuzung (Strecke geradeaus außer Betrieb) |                                                                          | Strecke Fitchburg–Greenfield                              | Strecke Fitchburg–Greenfield                              |
| Abzweig geradeaus und von rechts (Strecke außer Betrieb) |                                                                          | Verbindung von Fitchburg                                  | Verbindung von Fitchburg                                  |
| Bahnhof (Strecke außer Betrieb) | 37,34                                                                    | Gardner MA                                                | Gardner MA                                                |
| Dienststation / Betriebs- oder Güterbahnhof (Strecke außer Betrieb) |                                                                          | Industrieanschluss                                        | Industrieanschluss                                        |
| Bahnhof (Strecke außer Betrieb) | 38,88                                                                    | Heywood                                                   | Heywood                                                   |
| Haltepunkt / Haltestelle (Strecke außer Betrieb) | 47,33                                                                    | Red School                                                | Red School                                                |
| Abzweig geradeaus und von rechts (Strecke außer Betrieb) |                                                                          | von South Ashburnham                                      | von South Ashburnham                                      |
| Abzweig geradeaus und von links (Strecke außer Betrieb) |                                                                          | von Palmer                                                | von Palmer                                                |
| Brücke über Wasserlauf (Strecke außer Betrieb) |                                                                          | Millers River                                             | Millers River                                             |
| Bahnhof (Strecke außer Betrieb) | 53,08                                                                    | Winchendon MA                                             | Winchendon MA                                             |
| Abzweig geradeaus und nach rechts (Strecke außer Betrieb) |                                                                          | nach Bellows Falls und Peterborough                       | nach Bellows Falls und Peterborough                       |

Die Bahnstrecke Barber–Winchendon ist eine Eisenbahnstrecke in Massachusetts (Vereinigte Staaten). Sie ist 53 Kilometer lang und verbindet unter anderem die Städte Worcester, Holden, Gardner und Winchendon. Die normalspurige Strecke gehört der Providence and Worcester Railroad, die den Güterverkehr auf ihr betreibt. Der Abschnitt von Gardner nach Winchendon ist stillgelegt.

## Geschichte
Die Stadt Barre am Ware River wollte in den 1840er Jahren an das wachsende Eisenbahnnetz in der Mitte von Massachusetts angeschlossen werden. Die Barre and Worcester Railroad Company ersuchte um eine Verbindung von Palmer über Barre und Holden nach Worcester und erhielt am 26. April 1847 die Konzession hierfür. Die Gesellschaft wurde am 19. Mai des Jahres aufgestellt. Sie ergänzte die Pläne jedoch schon bald und wollte nun außerdem eine Strecke von Holden nach Gardner bauen, was ein gutes Verkehrsaufkommen erwarten ließ, da in Gardner Anschluss an die in Bau befindliche Hauptstrecke der Vermont and Massachusetts Railroad bestand, die nach Vermont und letztlich Kanada weiterführte. Die Bahngesellschaft wurde zum 24. März 1849 in Boston, Barre and Gardner Railroad umbenannt und am 6. September des Jahres unter ihrem neuen Namen erneut aufgestellt.
Da nicht genügend Geld aufgebracht werden konnte, ruhte das Projekt für 20 Jahre. Erst 1869 begannen die Bauarbeiten. Am 4. September 1871 wurde die Strecke von Barber im Norden der Stadt Worcester nach Gardner eröffnet. Um eine direktere Anbindung nach Vermont und Kanada zu erhalten, verlängerte man die Strecke nach Winchendon, wo sie in die Bahnstrecke South Ashburnham–Bellows Falls einmündet, auf der auch die Expresszüge von Boston nach Kanada verkehrten. Die Verlängerung ging am 5. Januar 1874 in Betrieb. Die geplante Strecke von Holden über Barre nach Palmer wurde in den 1880er Jahren durch die Massachusetts Central Railroad als Teil der Bahnstrecke North Cambridge–Northampton gebaut, die in Holden kreuzt.
Ab dem 7. März 1885 führte den Betrieb auf der Strecke die Fitchburg Railroad, die am 1. Juli des Jahres die Strecke aufkaufte. Die Betriebsführung wechselte 1900 auf die Boston and Maine Railroad, nachdem diese die Fitchburg übernommen hatte. Der Personenverkehr wurde im März 1953 eingestellt und 1959 legte die Boston&Maine den Abschnitt von Heywood nach Winchendon still. 1972 wurde auch zwischen Barber und Gardner die Stilllegung vollzogen, jedoch verkaufte die Boston&Maine diese Strecke an die Providence and Worcester Railroad, deren Hauptstrecke zwischen ihren namensgebenden Städten verlief und die dadurch nach Norden verlängert werden konnte. Die Providence&Worcester nahm 1974 den Betrieb bis Gardner wieder auf und betreibt die Strecke seither. Der kurze Abschnitt im Stadtgebiet von Gardner bis kurz vor den Bahnhof Heywood wurde seit 1983 durch die Guilford Transportation betrieben, die die Boston&Maine übernommen hatte und seit 2006 unter dem Namen Pan Am Railways firmiert. 2009 gründeten die Pan Am Railways und die Norfolk Southern Railway gemeinsam die Tochtergesellschaft Pan Am Southern, die mit Wirkung vom 7. August 2012 den zuletzt als „Heywood Branch“ bezeichneten kurzen Abschnitt stilllegen wird.

## Streckenbeschreibung
Die Strecke zweigt im Bahnhof Barber aus der Bahnstrecke Worcester–Rochester ab und führt in nordwestliche Richtung. Der Bahnhof Barber war ursprünglich als Keilbahnhof ausgebaut, heute ist nur noch der sich an den früheren Personenbahnhof anschließende Güterbahnhof in Betrieb. Die Strecke führt kurvenreich durch North Worcester und Holden. In Holden, nördlich des Bahnhofs Jefferson kreuzte einst die Bahnstrecke North Cambridge–Northampton niveaugleich. Die Strecke führt weiter nach Norden am Westufer des Quinapoxet-Stausees entlang. Sie passiert dann Princeton und Hubbardston etwas abseits der jeweiligen Ortszentren. Nach insgesamt rund 37 Kilometern ist der Knotenbahnhof Gardner erreicht. Hier mündet die Strecke heute in westliche Richtung in die Bahnstrecke Fitchburg–Greenfield ein. Früher kreuzte sie diese Strecke niveaugleich und führte weiter nach Norden. Der nördliche Teil ist ebenfalls im Stadtgebiet von Gardner noch als Anschlussgleis erhalten, ist jedoch nur in Richtung Fitchburg angebunden, die Gleiskreuzung in Gardner wurde bereits 1959 entfernt. Dieser Güteranschluss wird im August 2012 ebenfalls stillgelegt. Das Gleis liegt noch bis kurz vor den früheren Bahnhof Heywood, der sich an der Central Street befand. Die Strecke verläuft weiter zwischen dem Crystal Lake und dem Perley-Brook-Stausee hindurch nordwärts. Von der Green Street bis zur Old Gardner Road verläuft heute ein Waldweg auf der Bahntrasse. Die Strecke mündet kurz vor Winchendon in die frühere Hauptstrecke South Ashburnham–Bellows Falls ein und erreicht den früheren Knotenbahnhof Winchendon.

## Personenverkehr
1881 befuhren die Strecke drei Zugpaare von Worcester nach Winchendon. Nach der Übernahme durch die Fitchburg Railroad wurde das Zugangebot erweitert und 1893 verkehrten an Werktagen fünf und an Sonntagen ein Zugpaar. Mitte der 1910er Jahre wurde der durchlaufende Betrieb zur Bahnstrecke Winchendon–Peterborough eingeführt und 1916 verkehrten fünf Zugpaare an Werktagen und drei an Sonntagen auf der Strecke, von denen an Werktagen ein Zug über Peterborough bis Hillsborough, einer bis Elmwood und einer bis Peterborough weiterfuhr. Sonntags fuhren zwei Züge nach Peterborough weiter.
Nach dem Ersten Weltkrieg und der Weltwirtschaftskrise ging das Verkehrsaufkommen auch im Zuge des zunehmenden Individualverkehrs stark zurück und 1932 bot die Boston&Maine täglich zwei Zugpaare von Worcester über Winchendon nach Peterborough an. Vor der Einstellung des Personenverkehrs 1953 verkehrte nur noch ein werktägliches Zugpaar Worcester–Peterborough auf der Strecke.